# Georg Sigmund Liebezeit
Georg Sigmund (másutt: Sigismund) Liebezeit, magyarosan: Liebezeit György Zsigmond (Sopron, 1689. november 11. – Sopron, 1739. november 11.) orvosdoktor, városi főorvos.

## Élete
Paul Liebezeit kereskedő (aki 1702-ben I. Lipóttól nemesi levelet kapott) és Susanna Rosina Launer fia. A középiskolát szülővárosában végezte. 1708-ban a hallei, majd a leideni egyetem hallgatója volt. Tanították többek között: Friedrich Hoffmann, Georg Ernst Stahl (1659-1743) és Michael Alberti (1682-1757), akit a törvényszéki orvostan egyik megalapítójaként tartanak számon. 1713-ban orvosi oklevelet nyert. Hazájába visszatérve szülővárosában gyakorló orvos lett, amikor ott éppen pestisjárvány tombolt. 1714-ben feleségül vette Esther Katharina Messnert, Michael Meissner soproni evangélikus lelkész lányát. 1720-ban Sopron városa megválasztotta orvosának. 1721-ben a Leopold-Károly természetvizsgáló társaság Nileus névvel tagjának választotta. 1723-tól a berlini Tudományos Társaság tagja volt. Bél Mátyással is kapcsolatban állt és országleíró munkájában segítette őt. 1739-ben, ötvenedik születésnapján Sopronban halt meg. Egykori iskolájára, a soproni evangélikus líceum tápintézetére hagyott 1000 forintot. A soproni evangélikus gimnázium segédtanítója, Hajnóczy Dániel december 6-án tartott fölötte gyászbeszédet.

## Munkái
- Disputatio Medico-Legalis De Abortus Noxia Et Nefanda Promotione. Quam Auspice, quam ... Praeside D. Michale Alberti Publicae ventilationi exhibet Respondens ... d. 14. Januar. A M.DCC.XI. Halae Magdeburgicae.
- Dissertatio inauguralis medica De tumore oedematoso podagrico. Praes. Stahlio. Uo. 1713.[1]